# Leistungsübertragungsbilanz
Die Leistungsübertragungsbilanz (englisch link budget) ist in der Nachrichtentechnik ein Maß für die Qualität eines Übertragungskanals. Die Bilanz wird in der Einheit Bel (mit positiven oder negativen Werten) angegeben und in einem einfachen Modell durch die Addition der Sendeleistung, der Empfängerempfindlichkeit, des Antennengewinns und der Freiraumdämpfung berechnet. Ein Teil der Leistungsübertragungsbilanz wird durch die Friis-Übertragungsgleichung gebildet.

## Berechnung
Die Leistungsübertragungsbilanz beschreibt die empfangene Leistung am Empfänger {\displaystyle P_{RX}}, Leistungen werden ausgedrückt in dBm, in Bezug zu der vom Sender abgegebenen Sendeleistung {\displaystyle P_{TX}} abzüglich diverser Dämpfungseinflüsse, die den Übertragungskanal beschreiben. Eine beispielhafte Leistungsübertragungsbilanz kann folgende Form haben:
{\displaystyle P_{RX}=\underbrace {P_{TX}+G_{TX}-L_{TX}} _{\mathsf {Senderparameter}}-\overbrace {L_{FS}-L_{M}} ^{\mathsf {Pfadverlust}}+\underbrace {G_{RX}-L_{RX}} _{\mathsf {Empf{\ddot {a}}ngerparameter}}}
Die Richteigenschaften der Empfangsantenne {\displaystyle G_{RX}} bzw. Sendeantenne {\displaystyle G_{TX}} werden als Antennengewinn mit positiven Vorzeichen eingetragen, die restlichen Summanden stellen Übertragungsverluste dar, wie die Dämpfungen von Anschlusskabeln auf Empfangsseite {\displaystyle L_{RX}} und auf Sendeseite {\displaystyle L_{TX}}. Der Term {\displaystyle L_{FS}} stellt die Freiraumdämpfung dar, dieser Term ist im Regelfall der wertmäßig größte. Alle Verluste während der Ausbreitung werden in dem Begriff Pfadverlust zusammengefasst. Das sind neben der Freiraumdämpfung vor allem Absorptionsverluste beim Durchdringen von Medien (Atmosphäre), Verluste durch Diffraktion und Abschattung sowie Verluste durch Beugung an Hindernissen innerhalb der Fresnelzone (evtl. als Fading auftretend). Alle diese zusätzlich zur Freiraumdämpfung auftretenden Verluste sind hier unter {\displaystyle L_{M}} zusammengefasst.
Die Dämpfungswerte überstreichen im Regelfall mehrere Zehnerpotenzen, primär bedingt durch die hohe Freiraumdämpfung. Leistungsübertragungsbilanzen mit sehr großen Werten treten wegen der großen Entfernungen bei interstellaren Kommunikationssystemen oder bei der Erde-Mond-Erde-Kommunikation auf. Im letzten Fall beträgt die Freiraumdämpfung um 250 dB, was durch Antennen mit entsprechend großen Antennengewinn, hohe Sendeleistungen und sehr empfindliche Empfänger ausgeglichen werden muss.